# Idaea albitorquata
Idaea albitorquata är en fjärilsart som beskrevs av Rudolf Püngeler 1909. Idaea albitorquata ingår i släktet Idaea och familjen mätare. Inga underarter finns listade i Catalogue of Life.